# Örményország az olimpiai játékokon
Örményország először az 1994-es téli olimpiai játékokon vett részt, azóta valamennyi olimpián képviseltette magát az ország. Ezt megelőzően 1952 és 1988 között a örmény sportolók a szovjet csapatban szerepeltek, illetve az 1992-es téli és nyári játékokon az Egyesített Csapat részét képezték.
A örmény sportolók eddig 22 érmet szereztek, legeredményesebb sportáguk a birkózás.
Az Örmény Nemzeti Olimpiai Bizottság 1990-ben alakult meg, a NOB 1993-ban vette fel tagjai közé, a bizottság jelenlegi elnöke Gagik Tsarukyan.

## Éremtáblázatok

### Érmek a nyári olimpiai játékokon
| Olimpia              | Arany                          | Ezüst                          | Bronz                          | Összesen                       |
| 1952–1988            | A Szovjetunió részeként        | A Szovjetunió részeként        | A Szovjetunió részeként        | A Szovjetunió részeként        |
| 1992, Barcelona      | Az Egyesített Csapat részeként | Az Egyesített Csapat részeként | Az Egyesített Csapat részeként | Az Egyesített Csapat részeként |
| 1996, Atlanta        | 1                              | 1                              | 0                              | 2                              |
| 2000, Sydney         | 0                              | 0                              | 1                              | 1                              |
| 2004, Athén          | 0                              | 0                              | 0                              | 0                              |
| 2008, Peking         | 0                              | 0                              | 6                              | 6                              |
| 2012, London         | 0                              | 1                              | 2                              | 3                              |
| 2016, Rio de Janeiro | 1                              | 3                              | 0                              | 4                              |
| 2020, Tokió          | 0                              | 2                              | 2                              | 4                              |
| 2024, Párizs         | 0                              | 3                              | 1                              | 4                              |
| Összesen             | 2                              | 11                             | 9                              | 22                             |

### Érmek a téli olimpiai játékokon
| Olimpia              | Arany                          | Ezüst                          | Bronz                          | Összesen                       |
| 1952–1988            | A Szovjetunió részeként        | A Szovjetunió részeként        | A Szovjetunió részeként        | A Szovjetunió részeként        |
| 1992, Albertville    | Az Egyesített Csapat részeként | Az Egyesített Csapat részeként | Az Egyesített Csapat részeként | Az Egyesített Csapat részeként |
| 1994, Lillehammer    | 0                              | 0                              | 0                              | 0                              |
| 1998, Nagano         | 0                              | 0                              | 0                              | 0                              |
| 2002, Salt Lake City | 0                              | 0                              | 0                              | 0                              |
| 2006, Torino         | 0                              | 0                              | 0                              | 0                              |
| 2010, Vancouver      | 0                              | 0                              | 0                              | 0                              |
| 2014, Szocsi         | 0                              | 0                              | 0                              | 0                              |
| 2018, Phjongcshang   | 0                              | 0                              | 0                              | 0                              |
| 2022, Peking         | 0                              | 0                              | 0                              | 0                              |
| Összesen             | 0                              | 0                              | 0                              | 0                              |

### Érmek a nyári olimpiai játékokon sportáganként
| Örményország érmei a nyári olimpiai játékokon sportáganként | Örményország érmei a nyári olimpiai játékokon sportáganként | Örményország érmei a nyári olimpiai játékokon sportáganként | Örményország érmei a nyári olimpiai játékokon sportáganként | Az olimpiai zászlaja |

| Sportág    | Arany | Ezüst | Bronz | Összesen |
| ---------- | ----- | ----- | ----- | -------- |
| Birkózás   | 2     | 5     | 4     | 11       |
| Súlyemelés | 0     | 5     | 2     | 7        |
| Torna      | 0     | 1     | 1     | 2        |
| Ökölvívás  | 0     | 0     | 2     | 2        |
| Összesen   | 2     | 11    | 9     | 22       |